# Copa NFL
La Copa NFL, llamada NFL Castle Cup por razones de patrocinio, fue la primera copa de fútbol profesional creada en Sudáfrica de 1959 a 1977.

## Historia
La copa fue creada en 1959 y en ella solo podían participar equipos con jugadores blancos por el apartheid.
La copa fue eliminada en 1977 luego de que la NFL fuera disuelta para crear una liga unificada.

## Lista de Campeones
| Año  | Campeón           | Finalista             |
| ---- | ----------------- | --------------------- |
| 1959 | Rangers           | Germiston Callies FC  |
| 1960 | Durban City       | Johannesburg Ramblers |
| 1961 | Highlands Park    | Durban City           |
| 1962 | Durban City       | Johannesburg Ramblers |
| 1963 | Addington         | Southern Suburbs      |
| 1964 | Durban City       | Jewish Guild FC       |
| 1965 | Highlands Park    | Arcadia United        |
| 1966 | Highlands Park    | Arcadia United        |
| 1967 | Highlands Park    | Rangers               |
| 1968 | Durban City       | Highlands Park        |
| 1969 | Maritzburg        | Cape Town City        |
| 1970 | Cape Town City    | Highlands Park        |
| 1971 | Cape Town City    | Durban City           |
| 1972 | Durban United     | Durban City           |
| 1973 | Highlands Park    | Florida Albion        |
| 1974 | Arcadia Shepherds | Highlands Park        |
| 1975 | Highlands Park    | Arcadia Shepherds     |
| 1976 | Cape Town City    | Hellenic              |
| 1977 | Lusitano          | Durban United         |

## Títulos por equipo
| Equipo               | Títulos |
| -------------------- | ------- |
| Highlands Park FC    | 6       |
| Durban City FC       | 4       |
| Cape Town City FC    | 3       |
| Addington FC         | 1       |
| Maritzburg FC        | 1       |
| Arcadia Shepherds FC | 1       |
| Lusitano             | 1       |